# La Noche Triste

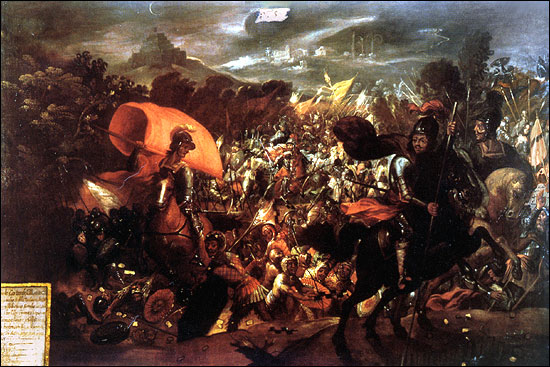
La Noche Triste na obrazie nieznanego autora (XVII wiek)

La Noche Triste (hiszp. Smutna noc) – historyczna nazwa odwrotu hiszpańskich konkwistadorów pod dowództwem Hernána Cortésa z azteckiej stolicy Tenochtitlán w nocy z 30 czerwca na 1 lipca 1520 roku. W jego trakcie poległo lub zaginęło około 450–600 Hiszpanów i ponad 1000 sprzymierzonych z nimi Indian.

## Tło historyczne
W 1519 roku Cortés zbuntował się przeciwko gubernatorowi Kuby Velázquezowi i udał się ze zbrojną wyprawą do Ameryki Środkowej. 21 kwietnia 1519 roku wylądował w okolicach Pontochan, u ujścia rzeki Tabasco, gdzie pokonał przeważające siły Indian. Pozyskał też sojuszników wśród plemion niegdyś podbitych przez Azteków i wraz z nimi dotarł 18 listopada 1519 roku do azteckiej stolicy Tenochtitlánu. Tam zmusił Montezumę II do uznania hiszpańskiego zwierzchnictwa, a jego samego wziął za zakładnika. 

## Wydarzenia poprzedzające

### Wyprawa Narváeza
W kwietniu 1520 roku do Cortésa doszły informacje, że gubernator Velázquez wysłał wojsko pod dowództwem Pánfilo de Narváeza z zadaniem schwytania buntownika i odesłania go na Kubę. Mimo mniej licznych sił, Cortés postanowił zabrać część swojego oddziału i zmierzyć się z Narváezem, a resztę żołnierzy oddał pod dowództwo Pedra de Alvarado, któremu powierzył również pilnowanie Montezumy. Do spotkania sił hiszpańskich doszło w nocy 28 maja 1520 roku, nad brzegiem rzeki w pobliżu stolicy Totonaków, Cempoalli. Z powodu złej pogody Narváez odesłał podkomendnych do miasta, sądząc, że Cortés nie podejmie walki w takich warunkach. Ten jednak zaskoczył przeciwnika i dzięki temu odniósł zwycięstwo. Opowieściami o skarbach Azteków zdołał również przekonać większość żołnierzy Narváeza do przejścia na jego stronę.

### Masakra Azteków

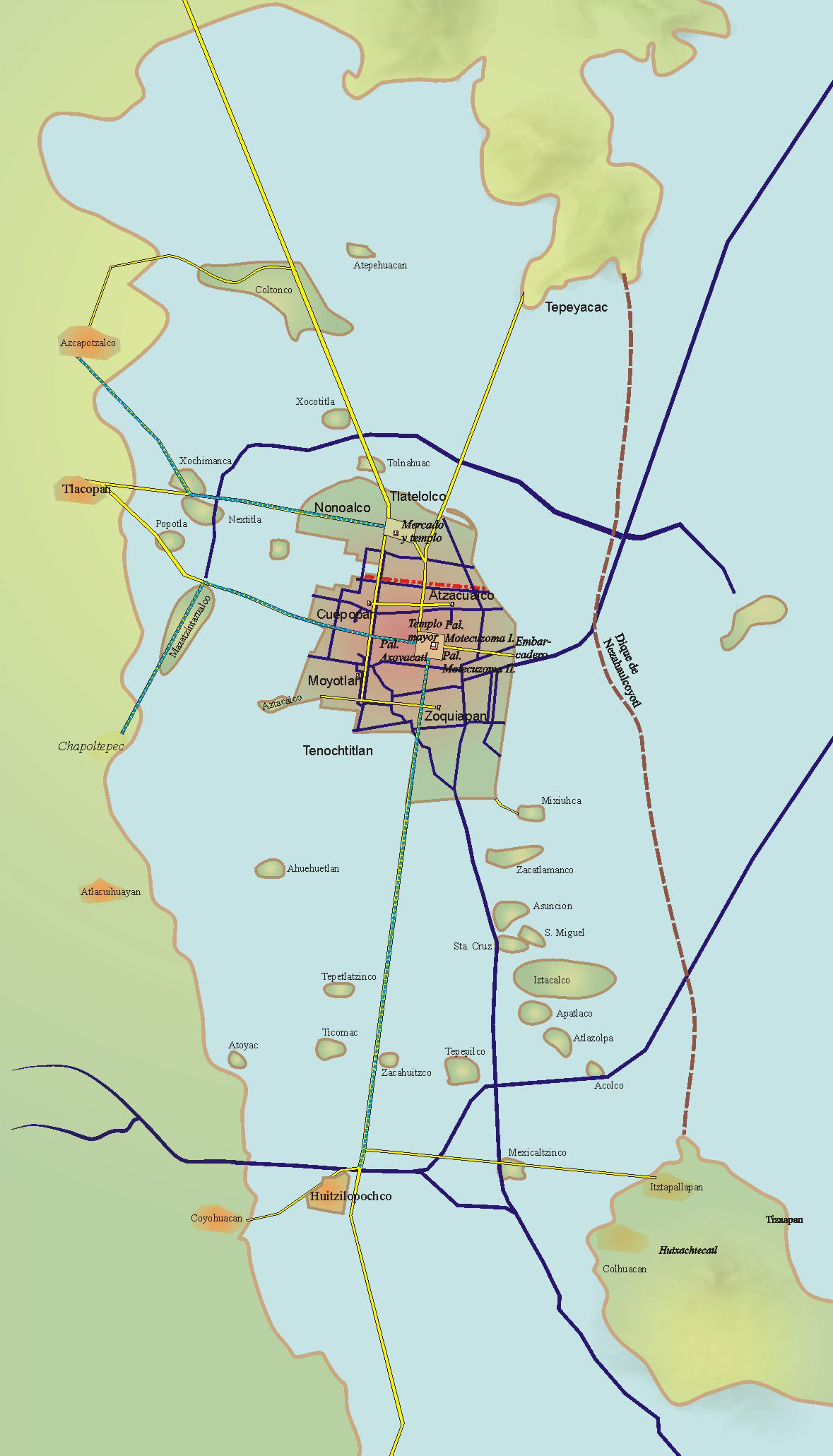
Mapa Tenochtitlánu z zaznaczonymi groblami prowadzącymi do miasta

Podczas nieobecności Cortésa, Aztekowie zorganizowali w mieście uroczystości ku czci boga Huitzilopochtliego. Uprzedzony o święcie kapitan Alvarez wyraził na nie zgodę, ale postawił warunki: uczestnicy mieli nie mieć ze sobą broni i miano nie składać  ofiar z ludzi. 20 maja 1520 roku na Dziedzińcu Bogów, 400 szlachetnie urodzonych młodzieńców podczas tańców zostało zaatakowanych przez konkwistadorów oraz ich indiańskich sojuszników. Miał to być atak prewencyjny, po tym jak do Alvareza dotarły informacje o planowanym powstaniu Azteków. Na skutek rzezi Hiszpanie zostali zmuszeni wycofać się do pałacu Montezumy, gdzie zostali oblężeni przez Indian.
Cztery dni później do miasta przybył Cortés, który bez większych problemów dotarł do pałacu. Był to celowy zabieg Azteków, którzy po jego przybyciu zniszczyli wszystkie przeprawy mogące stanowić drogę odwrotu dla Hiszpanów. Cortés zmusił więc Montezumę, by wyszedł na taras pałacu i przekonał poddanych do złożenia broni oraz umożliwienia konkwistadorom pokojowego opuszczenia miasta. Jednakże oburzony lud obrzucił go kamieniami i strzałami. Dwa dni później władca zmarł z bliżej niejasnych przyczyn. Hiszpanie twierdzili, że skonał na skutek odniesionych obrażeń, jednak zdaniem Azteków został zamordowany.

## Smutna noc
Po śmierci Montezumy Cortés uznał, iż należy jak najszybciej opuścić miasto. Postanowił zrobić to pod osłoną nocy, ale ponieważ przeprawy zostały zniszczone rozkazał zbudować przenośne mosty. Przed wymarszem zabrał część złota dla króla Hiszpanii, które zgromadził w pałacu, a resztę przekazał swojemu wojsku. Przestrzegł również żołnierzy, by nie brali zbyt wiele i się nie obciążali, ale jego rad posłuchali nieliczni. 

Trasa odwrotu Hiszpanów z Tenochtitlán

W nocy z 30 czerwca na 1 lipca 1520 roku siły Cortésa, wraz ze sprzymierzonymi z nim Indianami, opuściły mury pałacu. Ponieważ droga była prawdopodobnie nieobstawiona przez azteckie straże, kolumna pokonała większą część miasta niezauważona. Dopiero na trakcie na groblę azteccy wojownicy wszczęli alarm i zaatakowali wojska Cortésa. Mimo ostrzałów z lądu i z łódek, cała grupa przeszła pierwszą groblę, ale armaty i wozy ugrzęzły w podmokłym gruncie, co wywołało chaos i panikę. By dotrzeć na drugi brzeg wielu żołnierzy, w tym Cortés, wskoczyło do wody i popłynęło wpław. Większość dobytku, uzbrojenia i kosztowności, które mieli przy sobie, poszła na dno. Spora część Hiszpanów, obładowanych wcześniej ciężkimi łupami, potopiła się w jeziorze. Ci, którym udało się przeżyć, ruszyli w stronę północnego brzegu jeziora Texcoco do Tacuby. 7 lipca wycofującym się Hiszpanom, w pobliżu miejscowości Otompan, zastąpiły drogę znaczne siły Azteków i ich sojuszników. Po wielogodzinnym boju Cortésowi udało się jednak przebić przez kilkukrotnie liczebniejsze siły przeciwnika i przedostać się na terytorium sprzymierzonych Tlaxcallan.
Nie ma pewności co do całkowitej liczby ofiar odwrotu z Tenochtitlán, gdyż poszczególne źródła znacznie się od siebie różnią, ale wiadomo, że były one znaczne. Sam Cortés twierdził, że zginęło 150 Hiszpanów oraz ponad 2000 ich indiańskich sojuszników. Inny świadek tych wydarzeń, Thoan Cano twierdził, że poległo 1170 Hiszpanów, ale liczba ta prawdopodobnie przekraczała łączną liczbę konkwistadorów, którzy wzięli udział w ekspedycji. Z kolei Francisco López de Gómara, który nie był naocznym świadkiem oszacował, że poległo 450 Hiszpanów i 4000 Indian. Utracono także wszystkie armaty i większość koni.